# IX symfonia Szostakowicza
IX Symfonia Es-dur, op. 70 Szostakowicza została napisana tuż po zakończeniu II wojny światowej i, w przeciwieństwie do heroiczno-patetycznych VII i VIII Symfonii, powstało dzieło klasyczne, dowcipne (wręcz frywolne), nawiązujące w swoim charakterze do kompozycji Haydna, Rossiniego, czy do ironicznych utworów Prokofjewa. Spowodowało to niezadowolenie władz, które oczekiwały dzieła podkreślającego chwałę zwycięskiego narodu.
Struktura utworu odbiega od klasycznej formy symfonii. Pięcioczęściowa, symetryczna budowa (część szybka-wolna-szybka-wolna-szybka) oraz taneczny charakter przywołują raczej na myśl suitę. Części utworu:
- I Allegro
- II Moderato
- III Presto
- IV Largo
- V Allegretto